# 马里奥·蒙蒂
马里奥·蒙蒂（Mario Monti，1943年3月19日—），意大利经济学家、政治人物，曾任意大利總理，現任終身參議員。

## 早年经历
蒙蒂生於意大利北部城市瓦雷泽的一个富裕家庭，父亲从事银行业。他1965年毕业于位于米兰的博科尼大学商学院；后进入美国耶鲁大学，师从1981年诺贝尔经济学奖获得者詹姆士·托賓。1969年成为特伦托大学教授。1970年至1989年间，蒙蒂先后在都灵大学和博科尼大学任教；1989年出任博科尼大学校长，至1994年。

## 欧盟事务委员
1994年，在西爾維奧·贝卢斯科尼第一届政府任期中，蒙蒂获提名进入欧盟委员会；1995年至2004年间，先后担任欧盟负责内部市场事务和竞争事务的委员。

## 總理

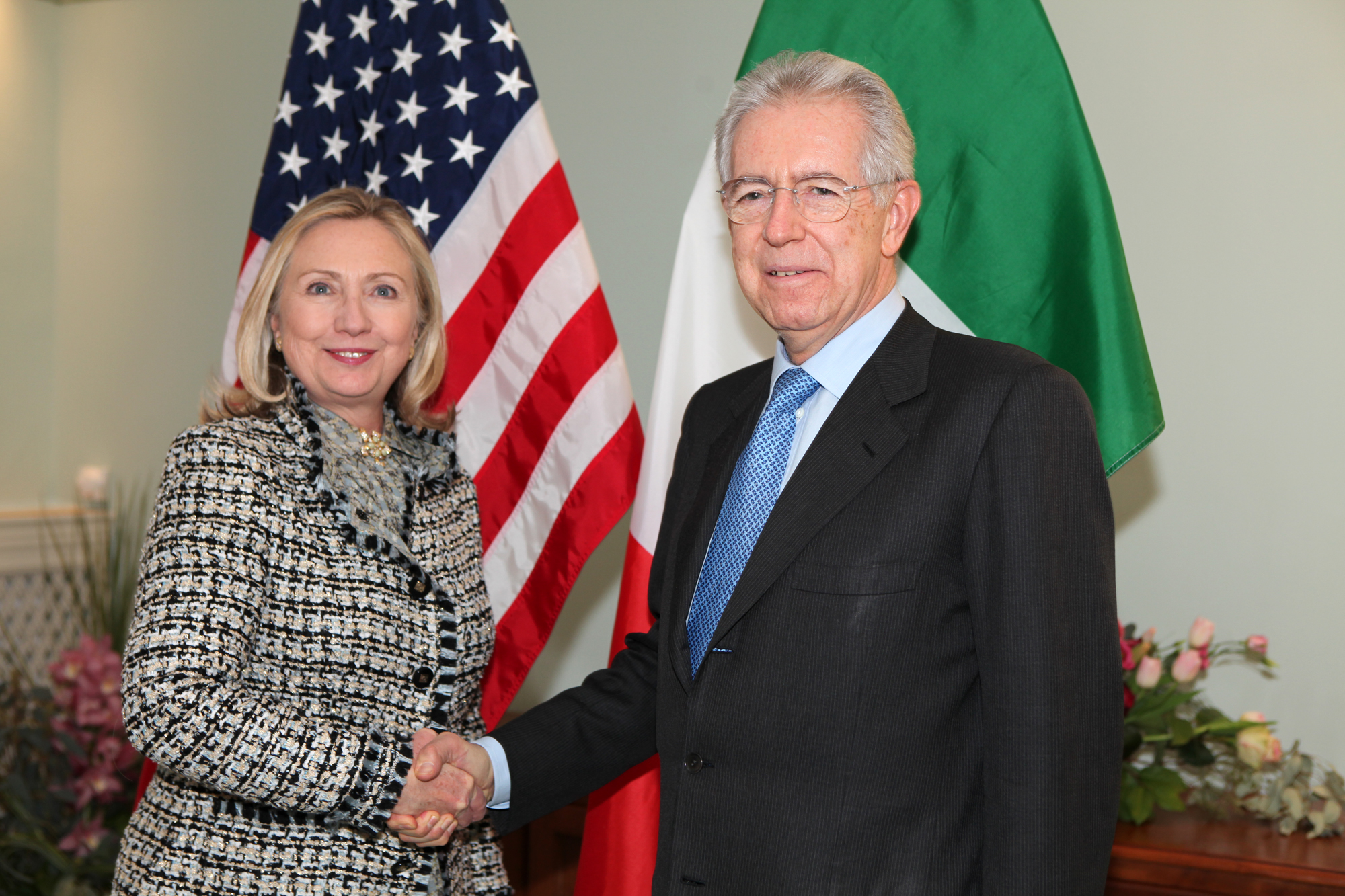
2012年2月4日蒙蒂在德国慕尼黑与美国国务卿希拉里·克林顿会面

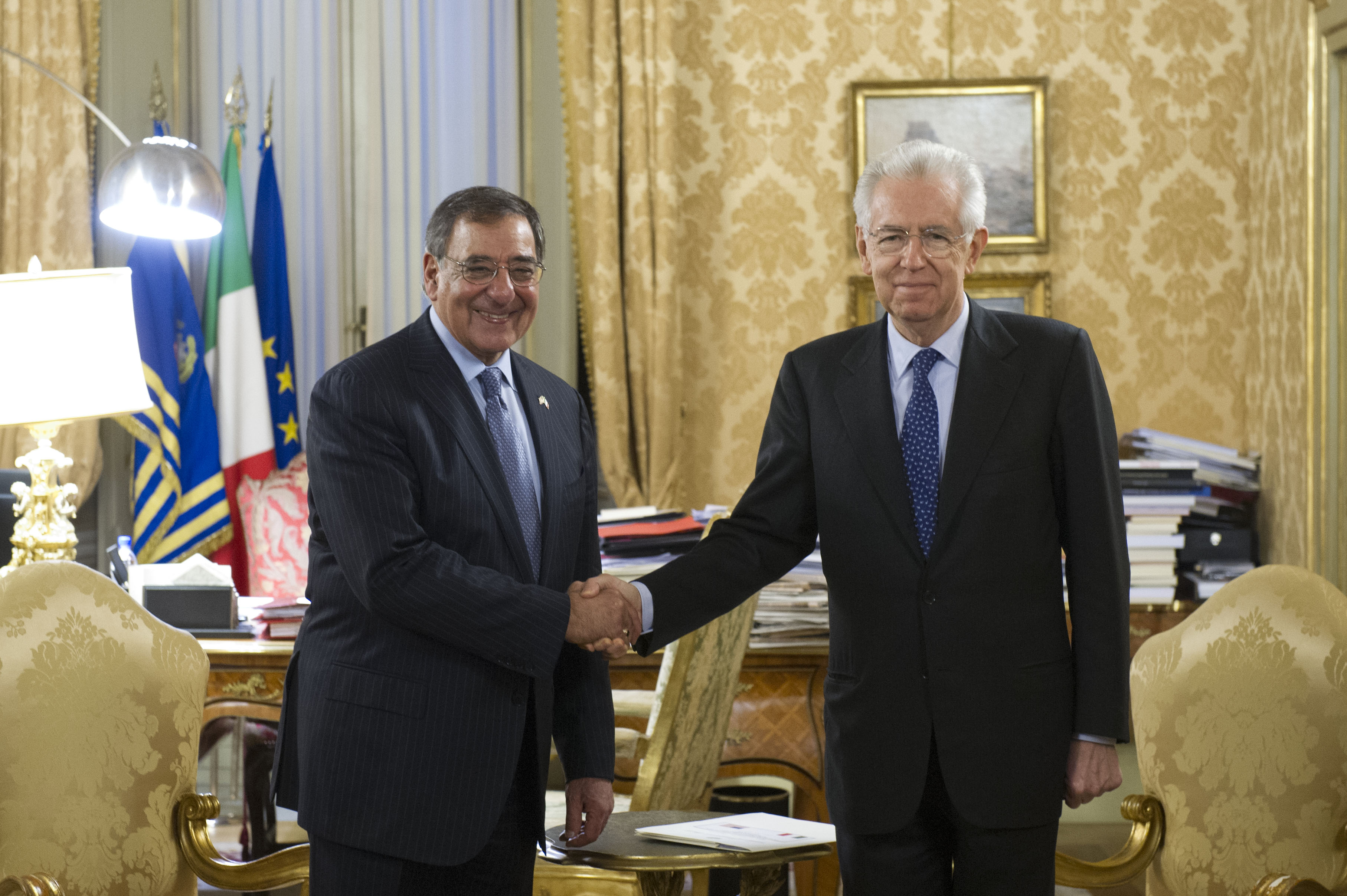
2013年1月16日蒙蒂在罗马与美国国防部长莱昂·帕内塔会面

2011年11月9日，總理贝卢斯科尼向總統纳波利塔诺辭職後，蒙蒂被总统任命为终身参议员；11月16日，受意大利总统纳波利塔诺邀请，蒙蒂正式接替西爾維奧·贝卢斯科尼出任意大利总理，在經濟危機下籌組無黨派技術官僚政府，但贝卢斯科尼的執政黨自由人民黨仍是國會第一大黨，因法案仍需獲贝卢斯科尼的執政黨支持才獲通過。
在博鳌亚洲论坛2012年年会，4月2日上午开幕式发表演讲，称意大利经济现在已比欧元区其他一些经济体更为稳定，但仍存在一定风险。蒙蒂同时成为唯一一位出席此次博鳌论坛的欧盟国家领导人。
2012年12月9日，由於失去贝卢斯科尼的自由人民黨支持，宣布辞职。選舉提前在翌年2月24日举行，蒙蒂政府将作为看守政府直至选举完結為止。
2013年意大利國會選舉，蒙蒂領導的中間派政黨公民選擇成為第四大黨，但其後其中間派政黨與中間偏左的民主黨及中間偏右的自由人民黨組建大聯合政府，結束他一年多的總理生涯。

## 个人生活
已婚并有两个孩子。 
1970至1985年任教都灵大学经济学期间，他对古埃及文化产生了浓厚的兴趣，他是位于都灵的著名埃及博物馆的赞助人。

## 荣誉

### 外国勋章奖章
- 旭日大绶章（日本，2015年11月3日公布[4]）